# Чурилово (агрокомплекс)
Чурилово (Агрохолдинг «Чурилово») – является самым крупным в УрФО предприятием по выращиванию овощей и листовой зелени в закрытом грунте.  

## История
История агрокомплекса началась в 1944 году – тогда было начато строительство Челябинского теплично-парникового комбината №5, и в 1949 году введены в эксплуатацию первые уральские теплицы.
В 1959 году комбинат был переименован в совхоз «Тепличный».
В 1970 году тепличный комплекс состоял из четырех отделений: №1 площадью 3 га; №2 площадью 130-150 га; №3 в пос. Чурилово – ангарные теплицы площадью 10 га, включающие также 5 га открытого грунт; №4 площадью 4 га.
В 1976 году совхоз «Тепличный» был награжден Орденом «Знак Почёта».
В 1980 году было проведено внедрение технологии борьбы с насекомыми вредителями с помощью энтомофагов.
В 1982 году было введено в эксплуатацию отделения № 6 в пос. Чурилово, состоящего из 12 га ангарных теплиц – по 1500 квадратных метров каждая.
В 1998 году совхоз «тепличный» был реорганизован в ОАО «Тепличный». В этом же году за предприятием закрепился статус крупнейшего тепличного хозяйства на Урале.
В 2012 году был создан ООО Агрокомплекс «Чурилово». Старт инвестиционного проекта полной модернизации тепличного хозяйства с использованием технологий нового поколения.
В 2013 году ОАО «Тепличный» реорганизован в ОАО «Тепличное хозяйство».
В 2014 году стартовал запуск торговой марки «Витамины с грядки».
В 2015 году было произведено масштабное открытие собственной фирменной розничной сети «Витамины с грядки» в г. Челябинске.
В 2016 году реализовано строительство и запущена биолаборатория «ЭНТАРИУМ». Параллельно было создано дочерние предприятие Агрокомплекс «Горный». 
В 2017 году начало строительство дочернего предприятия Агрокомплекс «Мартыновский» в с. Мартыновка, Курганская область.
На сегодняшний день Агрохолдинг «Чурилово» включает в себя три производственные площадки: Агрокомплекс «Чурилово» г. Челябинск, Агрокомплекс «Горный» г. Усть-Катав, Челябинская область, Агрокомплекс «Мартыновский» с. Мартыновка, Курганская область. Общая площадь агрохолдинга составляет 62,5 га, производственные мощности составляют до 70 000 тонн овощей в год. 

## Собственники и руководство
С апреля 2016 года генеральным директором Агрокомплекса «Чурилово» является Лицингер Оксана Геннадьевна.

## Деятельность
Агрохолдинг «Чурилово» - самый крупный тепличный комбинат на Урале по выращиванию овощей и листовой зелени в закрытом грунте. 
Общая площадь — 62,5 гектаров. В производстве используется система искусственного досвечивания, которая позволяет круглосуточно поддерживать в теплице оптимальный уровень искусственного освещения.
Рассада томатов и огурцов, а также зеленные культуры и редис выращиваются в многоячеечных кассетах, которые заполнены торфяной смесью, обогащенной природным веществом — перлитом.
Томаты и огурцы выращиваются способом малообъемной гидропоники — это современная технология, в которой почва заменена на минераловатный субстрат. Для смачивания субстратов питательным раствором применяется капельное орошение, которое позволяет улучшать вкусовые качества овощей, увеличивать урожайность более, чем в 2 раза, а также экономить воду в 2 — 5 раз.    

## Продукция
Агрокомплекс «Чурилово» специализируется на круглогодичном выращивании экологически чистых овощей и зелени в закрытом грунте. 
Томаты сортов:
- Мерлис;
- Максеза;
- Органза;
- Прунакс;
- Прунус;
- Волантис;
- Черри "Шерами".

Огурцы сортов:
- Мева;
- Атлет.

Также агрокомплекс выращивает зеленные культуры:
- Салат;
- Укроп;
- Петрушка.

## Структура компании
В Агрохолдинг входят три площадки: 
1. Агрокомплекс «Чурилово» (юр. название ООО «Агрокомплекс «Чурилово») г. Челябинск (25 га – площадь агрокомплекса, до 25 тыс. тонн овощей в год);
2. Агрокомплекс «Горный» (юр. название ООО «Агропарк Урал») г. Усть-Катав, Челябинская область (25 га – площадь агрокомплекса, до 33 тыс. тонн овощей в год);
3. Агрокомплекс «Мартыновский» (юр. название ООО «Агрокомплекс «Мартыновский») с. Мартыновка, Курганская область (12,5 га – площадь агрокомплекса, до 15 тыс. тонн овощей в год).